# Fifi Ejindu
Fifi Ekanem Ejindu là một kiến trúc sư, nữ doanh nhân và nhà từ thiện người Nigeria. Sinh ra ở Ibadan, Nigeria, cô là cháu gái lớn của Vua James Ekpo Bassey của Cobham Town ở Calabar, Nigeria, và cha cô, Giáo sư Sylvester Joseph Una, đến từ Uyo, bang Akwa Ibom.

## Tiểu sử
Công chúa Fifi là cháu gái lớn của Vua James Ekpo Bassey của Cobham Town ở Calabar, Nigeria. Ông của mẹ cô đã được Victoria của Anh trao vương miện vào năm 1893. Công chúa Fifi đi theo danh hiệu Hoàng thân Obonganwan King James.
Offiong Ekanem Ejindu sinh ra và lớn lên ở Ibadan, thủ đô của bang Oyo, Nigeria.
Cha của cô là giáo sư Sylvester Joseph Una học tại trường Trinity College ở Dublin và Brown University ở Hoa Kỳ. Ông là Bộ trưởng Bộ Y tế đầu tiên ở khu vực phía đông cũ của Nigeria, và là thành viên của Quốc hội trước độc lập. Sau đó, ông theo đuổi sự nghiệp học thuật và trở thành một trong những giảng viên bản địa đầu tiên tại Đại học Ibadan. Mẹ của Công chúa Fifi, Hoàng thân Obonganwan Ekpa Una, cũng được giáo dục ở Anh.
Công chúa Fifi đã theo học tại Trường tiểu học Nhân viên cao cấp tại khuôn viên trường đại học và sau đó theo học trường cấp hai tại trường cao đẳng Queens, Yaba, Lagos.
Fifi sau đó tiếp tục học kiến trúc tại Viện Pratt, một trường đại học thiết kế tư nhân ở Brooklyn, New York. Năm 1983, cô tốt nghiệp Pratt, trở thành người phụ nữ da đen châu Phi đầu tiên được trao bằng B.Arch. từ viện. Sau khi tốt nghiệp, Fifi tham gia các khóa học tại Học viện Công nghệ Massachusetts trước khi cô tiếp tục làm việc tại một công ty tư nhân ở thành phố New York. Fifi sau đó quay trở lại Viện Pratt để lấy bằng Thạc sĩ về Quy hoạch đô thị, sau đó cô trở về Nigeria.
Khi trở về Nigeria, Ejindu đã thành lập Tập đoàn Starcrest. Công ty bắt đầu vào năm 1995, và bao gồm Starcrest Investment Ltd., Starcrest Associates Ltd. và Starcrest Industries Ltd, tất cả đều tham gia vào bất động sản, dầu khí và xây dựng công trình.
Công chúa Fifi mô tả phong cách kiến trúc của mình là Neo-truyền thống mà cô định nghĩa là xây dựng một dự án mới [với] vật liệu mới, nhưng với các chi tiết phong cách truyền thống và cũ và có tính năng  và do đó, hầu hết các dự án của cô, như cô giải thích, mang lại thời kỳ Phục hưng.
Trong năm 2013, cô đã được trao Arts Achievers châu Phi và giải thưởng thời trang Lifetime Achievement.